# 森住衛
森住 衛（もりずみ まもる）は、日本の教育学者。大阪大学名誉教授、桜美林大学名誉教授。大学英語教育学会会長、日本言語政策学会会長、日英言語文化学会会長などを歴任した。

## 人物・経歴
東京府生まれ。1968年東京学芸大学教育学部卒業。1969年東京都立立川高等学校非常勤講師。1970年東京学芸大学大学院言語教育研究科修士課程修了。1971年東京工業高等専門学校講師。1974年シドニー大学大学院TEFL留学。1978年大妻女子大学文学部英文科講師。1982年大妻女子大学文学部英文科助教授。1989年大妻女子大学文学部英文科教授。
1996年大阪大学言語文化部英語教育講座教授。2001年桜美林大学大学院国際学研究科言語教育専攻教授、大阪大学名誉教授。2005年東京言語文化教育研究会会長。2006年大学英語教育学会会長。2009年桜美林大学大学院言語教育研究科教授。2011年日本言語政策学会会長。2013年定年退職、桜美林大学名誉教授。2016年日英言語文化学会会長。専門は英語教育学、言語文化学。

## 著作
- 『英語教育と日本語 : 日本語をいかに利用するか』中教出版 1980年
- 『単語の文化的意味 : friendは「友だち」か』三省堂 2004年
- 『日本の英語教育を問い直す8つの異論』桜美林大学出版会 2020年

### 編著
- 『外国語教育は英語だけでいいのか : グローバル社会は多言語だ！』（古石篤子, 杉谷眞佐子, 長谷川由起子と共編著）くろしお出版 2016年

### 編集
- 『英語教育と文化』（中村敬と共編）三省堂 1984年
- 『三省堂ファースト英和辞典』（中村敬と共編）三省堂 1990年
- 『三省堂ファースト英和・和英辞典』（中村敬と共編）三省堂 1993年
- 『大学英語教育学 : その方向性と諸分野』大修館書店 2010年

### 翻訳
- アリス・ソコロフ著『コージマ・ワーグナー : リストの非凡な娘そしてワーグナーの最良の妻』（猿田悳と共訳）音楽之友社 1976年

### 監修
- 『言語文化教育学の可能性を求めて : 言語文化教育研究論集』三省堂 2002年
- 『カナダの中学生』学習研究社 2006年
- 『ニュージーランドの中学生』学習研究社 2006年
- 『台湾の中学生』学習研究社 2006年
- 『モンゴルの中学生』学習研究社 2006年
- 『トルコの中学生』学習研究社 2006年
- 『ドイツの中学生』学習研究社 2006年
- 『スペインの中学生』学習研究社 2006年

### 教科書・教材
- 『New Crown English Series 1・2・3』三省堂 1978年度版から
- 『New Century Series I･II』三省堂 1988年度版から
- 『First English Series I･II』三省堂
- 『Exceed English Series I･II･Reading･Writing』三省堂
- 『My Way English Series』三省堂
- 『First Crown Series』三省堂
- 『Language and Culture I･II』開拓社

### 記念論文集
- 『日本の言語教育を問い直す : 8つの異論をめぐって : 森住衛教授退職記念論集』三省堂 2015年